# Paul Albrecht
Paul Albrecht (Ribnitz-Damgarten, 1863. szeptember 6. – 1935 után) német író.

## Élete
Apja pékmester volt. Középiskola tanulmányai megkezdése után a család sokat költözött, végül a demmini Goethe-gimnáziumban fejezte be tanulmányait, ahol végig kiváló eredményeket ért el. Ezután a Deutsche Reichsbahn alacsonyabb rangú tisztviselője, később titkára lett. Munkája mellett foglalkozott az irodalommal, regényeket és színpadi munkákat írt. A Berlin melletti Schlachtensee-ben és Kleinmachnow-ban élt. 
Leghíresebb, Im Zukunftstaat (1905) című regényét Hans Hardt álnév alatt jelentette meg. A munka az első világháború előtti német tudományos-fantasztikus irodalom egyetlen utopisztikus alkotása. A regény a 2411. évben játszódik, s egy elképzelt államot ír le. A cselekménye szerint Lev Nyikolajevics Tolsztoj tanításai egy orosz forradalom révén az egész világon elterjedtek. 2011-ben egy "világszövetség" alakult meg. A vallás és a húsfogyasztás alapvetően gonoszságnak minősül, a prostitúció, a homoszexualitás és az alkoholizmus ellen szintén harcolnak. A főszereplő, Armin Hardt megismeri e jövőbeli állam "jóléti" intézményeit kieli és olasz utazásán, amelyen egy társat is talál. 
1933-ban Albrecht csatlakozott a Reichsverband Deutscher Schriftsteller-hez, amely 1935-ig működött. Halála pontos dátuma ismeretlen.

## Munkái
- Im Zukunftsstaat. Regény. Hüpeden & Merzyn, Lipcse, 1905
- Ihr Kind. Dráma, 1907
- Aus dem Paradiese. Regény. Sonnen-Verlag, Lipcse, 1910
- Maria. Regény, 1911
- Germanen. Regény. Xenien-Verlag, Lipcse, 1913
- Die Poscheruner Mühle. Történelmi színjáték. K. Fischer, Berlin-Friedenau, 1914
- Der 20. Geburtstag. Dráma. Drezda, 1915
- Germanen. Dráma. Drezda, 1915
- Die Bürgermeisterwahl. Lustspiel. Leipzig, 1915
- Ein teutscher König : Roman aus großen germanischen Tagen. Duncker, Berlin, 1917
- Arminius-Sigurfrid : Der Roman des deutschen Volkes. Matthes & Thost, Lipcse, 1920
- Eine Mänade auf dem Kaiserthron. Regény. Matthes & Thost, Lipcse, 1922
- Karl-August, der Sozialist. Regény. Hückstaedt, Berlin-Schlachtensee, 1921
- Der Diktator. Regény. Siegfried, Berlin-Schlachtensee, 1923
- Der verlorene Sohn. Színjáték. Neuland, Hamburg, 1926

## Fordítás
- Ez a szócikk részben vagy egészben  a   Paul Albrecht (Schriftsteller) című német Wikipédia-szócikk ezen változatának fordításán alapul.  Az eredeti cikk szerkesztőit annak laptörténete sorolja fel. Ez a jelzés csupán a megfogalmazás eredetét és a szerzői jogokat jelzi, nem szolgál a cikkben szereplő információk forrásmegjelöléseként.